# Нижнее Устье
Нижнее Устье — деревня в Плесецком районе Архангельской области в 116 км юго-западней Плесецка. Входит в состав Кенозерского сельского поселения.

## География
Восточнее деревни протекает река Токша (правый приток реки Ундоши). В 600 метрах севернее деревни расположено озеро Токшозеро, через которое эта река протекает.

## История
Летом 2012 года в Нижнем Устье освятили первую часовню в честь Владимирской иконы Божией Матери.
До 2016 года деревня была центром муниципального образования «Почезерское».

## Население
| 2002 | 2010 | 2012 |
| ---- | ---- | ---- |
| 657  | ↘501 | ↗528 |

Численность населения деревни, по данным Всероссийской переписи населения 2010 года, составляла 501 человек.

## Радио
- 66,98 (Молчит) Радио России / Радио Поморье
- 103,4 Радио России / Радио Поморье

## Инфраструктура
- Клуб
- Библиотека